# Yquelon
Yquelon és un municipi francès situat al departament de la Manche i a la regió de Normandia. L'any 2007 tenia 982 habitants.

## Demografia

### Població
El 2007 la població de fet de Yquelon era de 982 persones. Hi havia 424 famílies de les quals 100 eren unipersonals (32 homes vivint sols i 68 dones vivint soles), 196 parelles sense fills, 112 parelles amb fills i 16 famílies monoparentals amb fills.
La població ha evolucionat segons el següent gràfic:
Habitants censats

### Habitatges
El 2007 hi havia 472 habitatges, 423 eren l'habitatge principal de la família, 28 eren segones residències i 21 estaven desocupats. 462 eren cases i 9 eren apartaments. Dels 423 habitatges principals, 337 estaven ocupats pels seus propietaris, 85 estaven llogats i ocupats pels llogaters i 1 estava cedit a títol gratuït; 2 tenien una cambra, 12 en tenien dues, 57 en tenien tres, 100 en tenien quatre i 252 en tenien cinc o més. 388 habitatges disposaven pel capbaix d'una plaça de pàrquing. A 212 habitatges hi havia un automòbil i a 189 n'hi havia dos o més.

### Piràmide de població
La piràmide de població per edats i sexe el 2009 era:
| Homes | Edats   | Dones |
| ----- | ------- | ----- |
| 0     | 95 o +  | 0     |
| 4     | 90 a 94 | 12    |
| 0     | 85 a 89 | 8     |
| 4     | 80 a 84 | 20    |
| 16    | 75 a 79 | 12    |
| 16    | 70 a 74 | 12    |
| 20    | 65 a 69 | 36    |
| 44    | 60 a 64 | 16    |
| 28    | 55 a 59 | 28    |
| 40    | 50 a 54 | 32    |
| 36    | 45 a 49 | 44    |
| 36    | 40 a 44 | 60    |
| 32    | 35 a 39 | 24    |
| 32    | 30 a 34 | 40    |
| 24    | 25 a 29 | 20    |
| 20    | 20 a 24 | 28    |
| 40    | 15 a 19 | 44    |
| 32    | 10 a 14 | 40    |
| 40    | 5 a 9   | 20    |
| 20    | 0 a 4   | 24    |

## Economia
El 2007 la població en edat de treballar era de 605 persones, 400 eren actives i 205 eren inactives. De les 400 persones actives 369 estaven ocupades (182 homes i 187 dones) i 31 estaven aturades (15 homes i 16 dones). De les 205 persones inactives 106 estaven jubilades, 45 estaven estudiant i 54 estaven classificades com a «altres inactius».

### Ingressos
El 2009 a Yquelon hi havia 412 unitats fiscals que integraven 998 persones, la mediana anual d'ingressos fiscals per persona era de 20.227 €.

### Activitats econòmiques
Dels 65 establiments que hi havia el 2007, 1 era d'una empresa alimentària, 2 d'empreses de fabricació d'altres productes industrials, 6 d'empreses de construcció, 24 d'empreses de comerç i reparació d'automòbils, 4 d'empreses d'hostatgeria i restauració, 6 d'empreses financeres, 4 d'empreses immobiliàries, 12 d'empreses de serveis, 2 d'entitats de l'administració pública i 4 d'empreses classificades com a «altres activitats de serveis».
Dels 14 establiments de servei als particulars que hi havia el 2009, 2 eren tallers de reparació d'automòbils i de material agrícola, 1 taller d'inspecció tècnica de vehicles, 1 autoescola, 2 guixaires pintors, 2 fusteries, 1 electricista, 2 perruqueries, 2 restaurants i 1 tintoreria.
Dels 14 establiments comercials que hi havia el 2009, 1 era, 1 un hipermercat, 2 grans superfícies de material de bricolatge, 1 una botiga de menys de 120 m², 1 una fleca, 1 una carnisseria, 2 botigues de roba, 1 una botiga d'electrodomèstics, 1 una botiga de mobles, 2 perfumeries i 1 una joieria.
L'any 2000 a Yquelon hi havia 7 explotacions agrícoles.

## Equipaments sanitaris i escolars
El 2009 hi havia una escola elemental integrada dins d'un grup escolar amb les comunes properes formant una escola dispersa.

## Poblacions més properes
El següent diagrama mostra les poblacions més properes.